# إيلين لورانس
إيلين لورانس (بالإنجليزية: Eileen Lawrence)‏ هي رسامة بريطانية، ولدت في 1946.